# Joyce Kikafunda
Joyce Kakuramatsi Kikafunda est une diplomate et universitaire ougandaise.

## Biographie
Joyce Kikafunda est née au début des années 1950 dans le village de Rwengyeya, dans le district de Bushenyi, de Erieza et Ednance Kakuramatsi. Elle est la quatrième de six enfants.
En 1976, elle est diplômée de l'université Makerere en agriculture. Elle part ensuite au Canada, où elle obtient un M.Sc. en science et technologie alimentaire à l'université de la Saskatchewan. 
Elle retourne en Ouganda à la fin des années 1980 et obtient un poste au département de science et technologie alimentaire, qui vient juste d'ouvrir à l'université Makerere. En 1993, elle part au Royaume-Uni, où elle obtient son doctorat en science alimentaire et nutrition à l'université de Reading.
Joyce Kikafunda sert en tant que Haut-Commissaire de l'Ouganda au Royaume-Uni depuis 2013. 
Professeur d'agronomie à l'université Makerere, elle s'est impliquée dans des projets visant à éradiquer la pauvreté et réduire la malnutrition infantile,. Elle a également été membre du Conseil d'administration de l'Institut international de recherche sur le riz de 2010 à 2015.
Joyce Kikafunda est mariée avec Joseph Kikafunda de la National Agricultural Research Organisation (NARO), avec qui elle a deux enfants.